# کوه درنگ
کوه دَرَنگ یا کوه امیردیوان، رشته کوه محاذی خلیج فارس در استان بوشهر جنوب ایران است. این کوه رشته مانند حدفاصل بخش بردخون و بخش آبدان در میانه شهرستان دیر قرار دارد. امیر دیوان نام یک امامزاده و ناحیه سیاحتی زیارتی در دامنه این کوه و همچنین نام مشهور محلی این کوه است. کوه جاشک همراه با گنبد نمکی کوه جاشک در شمال شرقی کوه درنگ قرار دارد.
بطول تقریبی ۷۰ کیلومتر از روستای کناریِ بخش بردخون تا بندر دیر کشیده شده‌است.
هر چه از شمال شرق به جنوب غرب پیش می‌رود به ساحل خلیج فارس نزدیکتر و از ارتفاع آن کاسته می‌شود.
طرفی از آن که محاذی خلیج فارس است بسیار پر شیب است. مرتفعترین قله آن ۱۲۴۳ متر ارتفاع دارد (از دائرةالمعارف فارسی). (در بعضی منابع امروزی تر ۱۲۲۳ آمده‌است)
این کوه دارای دو دیواره پرشیب «L مانند» در امتداد شمال شرق (طول ۷ کیلومتر) و دیگری (با طول ۴ کیلومتر) در امتداد جنوبی بلندترین نقطه قله است. دیواره شمال شرق - قله بسیار پرشیب است. از جانب جنوب امتداد کوه با دامنه‌های متعدد پس از دیواره اصلی تا بندر دیر ادامه دارد و از قله تا جنوبی‌ترین دامنه به ۴۰ کیلومتر می‌رسد. امتداد شمالی به سمت جنوبی کوه در نیمه به فاصله نزدیک چند کیلومتری خلیخ فارس هم‌راستا می‌شود. پشته کوه (سمت مقابل دو دیواره) جنوب شرقی کوه است که محدوده‌ای نزدیک به نیمدایره از شمال شرق تا جنوب دوران دارد و با شیب ملایم و تدریجی و تپه‌مانند است و از جهات پوشش گیاهی نیز فقیر است. این پشته تا شعاع ممتد دو دیواره غالباً از ارتفاع ۴۰۰ متر به بالا دارد؛ و در ادامه تپه‌ها و دامنه‌ها را تشکیل می‌دهد اما چند قله بالای ۴۰۰ متر هم بلافاصله پس از دیواره جنوبی در امتداد آن خودنمایی می‌کنند.
در شمال کوه درنگ در فاصله چند کیلومتری آن (فاصله دو قله ۵ کیلومتر)، قله تپه مانندی قرار دارد که معمولاً آنرا به کوه درنگ ملحق می‌دانند که ارتفاع آن بیش از ۵۲۰ متر است.
مختصات چکاد قله درنگ (مرتفعترین نقطه متمرکز مکانی قله):

۳۸٫۷۷″ ۵′ ۲۸° درجه شمالی و ‏۱۹٫۹۱″ ۳۶′ ۵۱° درجه شرقی

کوه درنگ و دریاچه فصلی یک سد

نمای نزدیک کوه درنگ

دورنمای غربی کوه درنگ بطرف دریا (از منطقه بردخون)